# 寧夏等処行中書省
寧夏等処行中書省（ねいかとうしょ-こうちゅうしょしょう、以下寧夏行省と略称する）は元が設置した行中書省。

## 地理
現在の寧夏回族自治区を管轄していた。

## 歴史
1227年、元朝が西夏を滅亡させると、まもなく元朝は西夏の故地に寧夏行省を設置、西夏の中興府を寧夏路と改めた。1287年（至元24年）、寧夏行省は甘粛行省に編入され、寧夏路は寧夏府路と改称された。
1282年（至元31年）、甘粛行省より寧夏行省が再び分割されたが、1295年（元貞元年）に寧夏行省は甘粛行省に再度編入された。

## 下部行政区画
- 霊州
- 鳴沙州
- 応理州